# Finocchietti
La famiglia Finocchietti (presente anche de' Finocchietti e Fauloni Finocchietti) è una nobile famiglia toscana di origine francese.

## Storia
Le prime notizie certe di questa famiglia risalgono al 1498, quando Jean Fenouillet, nativo di Annecy, divenne segretario di Filiberto il Bello, duca di Savoia. I suoi discendenti appartennero alla nobiltà savoiarda fino a quando, nel 1646, si trasferirono a Livorno dove italianizzarono il cognome in Finocchietti e aggiunsero il predicato di Faulon derivante da un feudo che possedevano in Francia.
Tra il XVII e il XVIII secolo la famiglia si arricchì con il commercio a tal punto da venire annoverata tra le famiglie commercianti più ricche della Toscana. Nel 1740 Giuseppe de Fauloni Finocchietti, ambasciatore e ministro del re di Sicilia e Napoli, venne ricompensato con il titolo ereditario di conte. La famiglia diede i natali anche a un cardinale.
Molti membri della famiglia appartennero all'Ordine dei Cavalieri di Santo Stefano e nel 1820 Ernesta Finocchietti di Jacopo Francesco sposò il conte Guido Alberto della Gherardesca, garantendogli discendenza.
Tra i possedimenti della famiglia si ricordano il palazzo sugli scali Finocchietti a Livorno, Il Palazzo dell'Orologio in piazza dei Cavalieri a Pisa, Villa Borsi in via dell'Ambrogiana, Villa Mirabella al Gabbro e numerosi terreni attorno alla città di Livorno.

## Membri illustri
- Conte Giuseppe de Fauloni Finocchietti (1702-1782), ministro e ambasciatore per il Regno di Napoli.

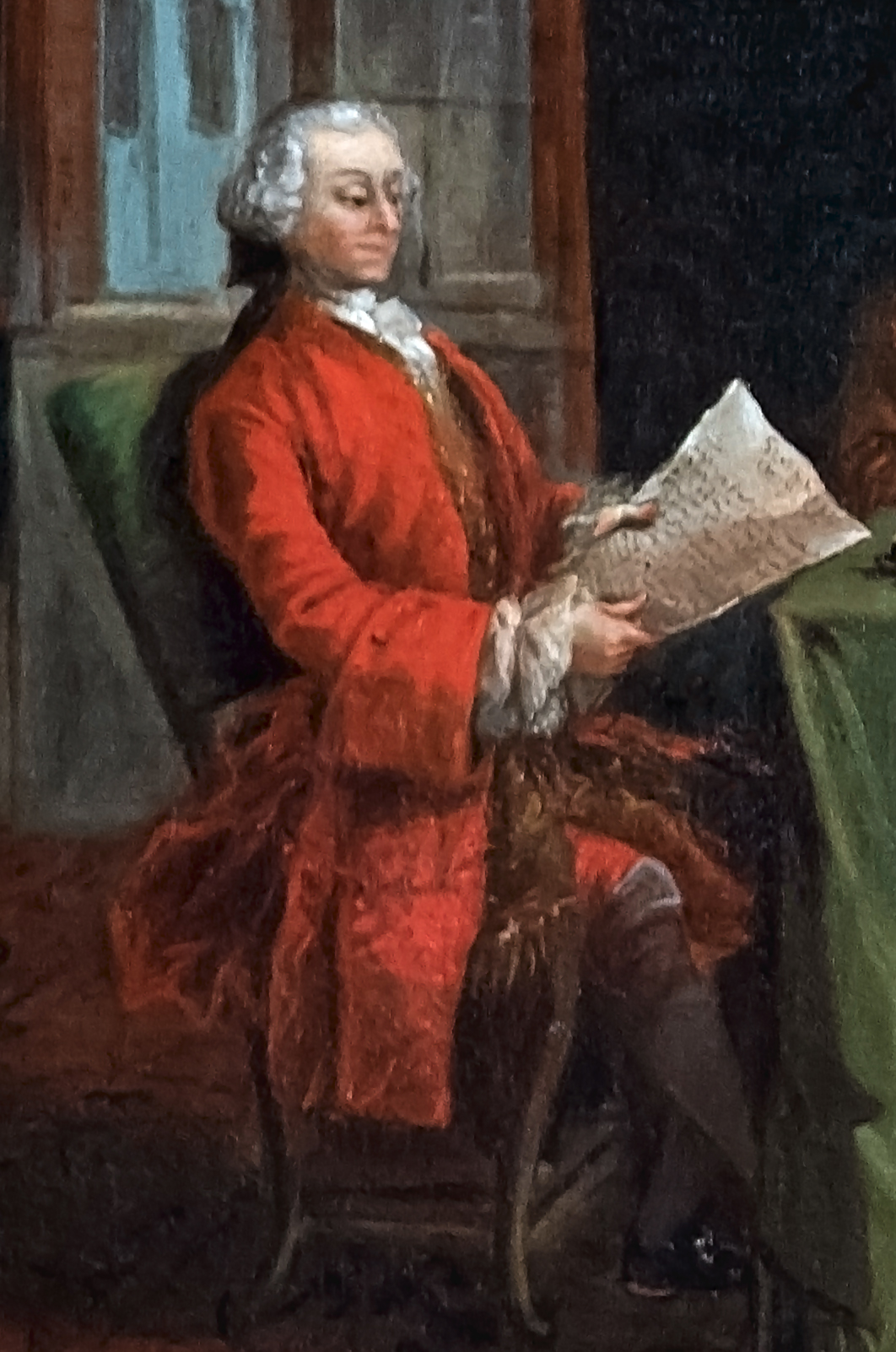
Conte Giuseppe de Fauloni Finocchietti

- Cardinale Raniero de Fauloni Finocchietti (1710-1793).
- Conte Francesco Finocchietti (1815-1899), Senatore del Regno, prefetto a Siena e Pavia e marito di Elisa Toscanelli.
- Conte Demetrio Carlo Finocchietti (1820-1893), scrittore e storico.